# Cartel de Sinaloa
O Cartel de Sinaloa, também conhecido como C.D.S, Organização Guzmán-Zambada, Cartel do Pacífico, Federação e Aliança de Sangue é um grande sindicato do crime organizado internacional especializado em tráfico de drogas ilegais e lavagem de dinheiro. Foi estabelecido no México durante o final dos anos 1980 como uma das várias "praças" subordinadas operando sob uma organização predecessora conhecida como Cartel de Guadalajara. Atualmente é comandado por Ismael Zambada García, conhecido como El Mayo, e está sediado na cidade de Culiacán, Sinaloa, com operações em muitas regiões do mundo, mas principalmente nos estados mexicanos de Sinaloa, Baja California, Durango, Sonora e Chihuahua e presença em várias outras regiões da América Latina, bem como em cidades dos Estados Unidos. A Comunidade de Inteligência dos Estados Unidos (CI) geralmente considera o Cartel de Sinaloa a maior e mais poderosa organização de tráfico de drogas do mundo, tornando-o talvez ainda mais influente e capaz do que o infame Cartel de Medellín da Colômbia de Pablo Escobar durante seu auge. De acordo com o National Drug Intelligence Center e outras fontes nos EUA, o Cartel de Sinaloa está envolvido principalmente na distribuição de cocaína, heroína, metanfetamina, fentanil, cannabis e MDMA.
Em 2023, o Cartel de Sinaloa continua sendo o segundo cartel de drogas mais dominante do México. Após a prisão de Joaquín El Chapo Guzmán e seu filho Ovidio Guzmán López, o cartel agora é chefiado pelo líder da velha guarda Ismael Zambada García (também conhecido como El Mayo) e os outros filhos de Guzmán, Jesús Alfredo Guzmán e Ivan Archivaldo Guzmán Salazar.

## Antecedentes (1960 - 1990)

### Organização criminosa de Avilés
Pedro Avilés Pérez foi um traficante pioneiro no estado mexicano de Sinaloa no final dos anos 1960. Ele é considerado a primeira geração de grandes traficantes mexicanos de maconha que marcaram o nascimento do tráfico de drogas mexicano em larga escala. Ele também foi pioneiro no uso de aeronaves para contrabandear drogas para os Estados Unidos.
Traficantes sinaloenses de segunda geração, como Rafael Caro Quintero, Ernesto Fonseca Carrillo, Miguel Ángel Félix Gallardo, Ismael Zambada García e o sobrinho de Avilés Pérez, Joaquín El Chapo Guzmán dizem que aprenderam tudo o que sabiam sobre 'narcotraficantes' enquanto serviam na organização de Avilés. Pedro Avilés acabaria morrendo em um tiroteio com a polícia federal em setembro de 1978 em Sinaloa.

### Cartel de Guadalajara
Miguel Ángel Félix Gallardo, co-fundador do Cartel de Guadalajara entre 1978 e 1980, a partir de então controlou a maioria dos corredores de tráfico de drogas do México ao longo da fronteira Estados Unidos–México na década de 1980, apenas para ser rivalizado pelo Cartel do Golfo, que controlava parte do comércio de drogas do leste do México.
Félix Gallardo dividiu sua "Federação" em 1987, apenas dois anos após a captura e assassinato do agente da DEA Enrique Camarena Salazar, quando a ameaça da polícia americana se tornou muito mais imediata. Essa divisão da organização no final dos anos 1980 fez com que o cartel fosse formado essencialmente por vários cartéis menores que controlavam seus próprios territórios e corredores de tráfico com seus próprios chefes. Isso tornaria menos provável que toda a organização fosse derrubada de uma só vez. Um desses cartéis (chamados de plazas na época) era o Sinaloa, com a cidade de Culiacán atuando como sua sede. No final dos anos 1980, a Administração Antidrogas dos Estados Unidos (DEA) acreditava que o Cartel de Sinaloa era a maior organização de tráfico de drogas operando no México.
Gallardo acabou sendo preso em 1989 e, enquanto encarcerado, permaneceu como um dos maiores traficantes do México, mantendo contato com sua organização por telefone celular até ser transferido para uma nova prisão de segurança máxima no início dos anos 1990. A essa altura, seus sobrinhos, os irmãos Arellano Félix, saíram e solidificaram ainda mais a organização que veio a ser conhecida como Cartel de Tijuana, enquanto o Cartel de Sinaloa continuou sendo dirigido pelos ex-tenentes Héctor Luis Palma Salazar, Ismael Zambada García e Joaquín Guzmán Loera.

### El Mayoe a guerra do Cartel de Tijuana
Durante esse tempo, o Sinaloa foi considerado em grande desvantagem, pois foi forçado a transportar grande parte de suas drogas pelo corredor de Tijuana, o que muitas vezes os colocava diretamente em conflito com os Arellanos. Isso acabou levando Ramón Arellano Félix a matar dois dos associados de Guzmán, levando a uma guerra total entre as duas organizações. Foi por volta desse período, no início dos anos 1990, que Guzmán deu mais controle do cartel ao traficante freelance Ismael Zambada García (também conhecido como El Mayo), principalmente devido à sua capacidade excepcional de trabalhar e coordenar com outros traficantes. Durante grande parte da década de 1990, Ismael Zambada também foi o único responsável pelo crescimento e expansão em massa do cartel enquanto Guzmán e Palma estavam presos. Antes de co-fundar o Cartel de Sinaloa, Ismael Zambada García era um fazendeiro, freelance e pequeno traficante de drogas que vendia meros quilos de maconha e heroína antes de finalmente se familiarizar com os círculos de tráfico de elite do México. Em meados da década de 1990, de acordo com um parecer do tribunal, acreditava-se que a organização de Sinaloa tinha o tamanho do Cartel de Medellín durante seu auge.
Zambada também ajudou Amado Carrillo Fuentes a expandir o Cartel de Juárez no estado de Chihuahua e ajudou a incorporar alguns dos remanescentes do Cartel de Juárez ao Cartel de Sinaloa após a morte de Carrillo em 1997. Acreditava-se, portanto, que o Cartel de Sinaloa estava ligado ao Cartel de Juárez em uma aliança estratégica após a parceria de seus rivais, o Cartel do Golfo e o Cartel de Tijuana. Após a descoberta de um sistema de túneis usado para contrabandear drogas na Fronteira Estados Unidos–México, o grupo foi associado a esse meio de tráfico. A guerra entre os cartéis de Sinaloa e Tijuana foi supostamente pior de 1992 a 2000, com familiares de alguns dos líderes do cartel vivendo com medo ou "todos os dias como se fossem os últimos", como afirmou a esposa de Zambada na época. No entanto, Zambada também usou esse conflito a seu favor, já que o governo mexicano começou a reprimir principalmente o Cartel de Tijuana. Mayo usou esse enfraquecimento de seus rivais como uma oportunidade para Sinaloa se destacar no mundo do tráfico. Por volta do ano 2000, Zambada tornou-se reconhecido como um dos maiores e mais poderosos traficantes do México, tendo construído fortes redes de distribuição da Colômbia aos Estados Unidos. Os principais centros de distribuição tradicionais da Mayo estavam supostamente em Chicago, Phoenix, Los Angeles, Atlanta e Denver. El Mayo também teria enviado um helicóptero particular para El Chapo depois que ele escapou da prisão de Puente Grande em 2001. O Cartel de Sinaloa foi parcialmente fragmentado em 2008, quando os irmãos Beltrán-Leyva se separaram do cartel.

## Liderança

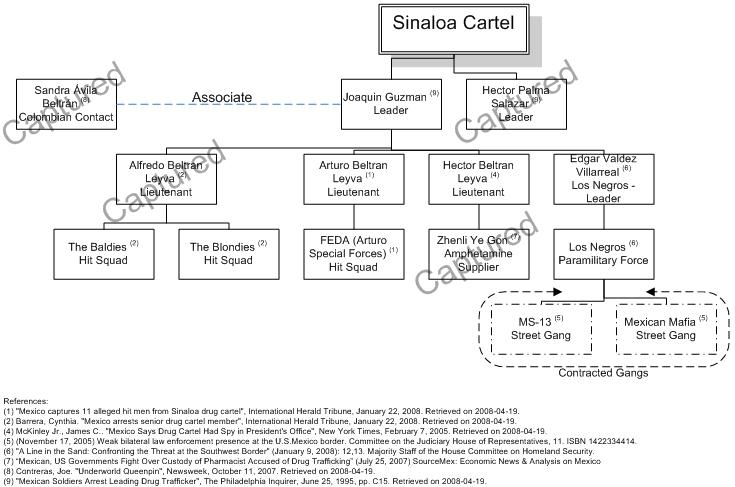
Hierarquia do Cartel de Sinaloa no início de 2008

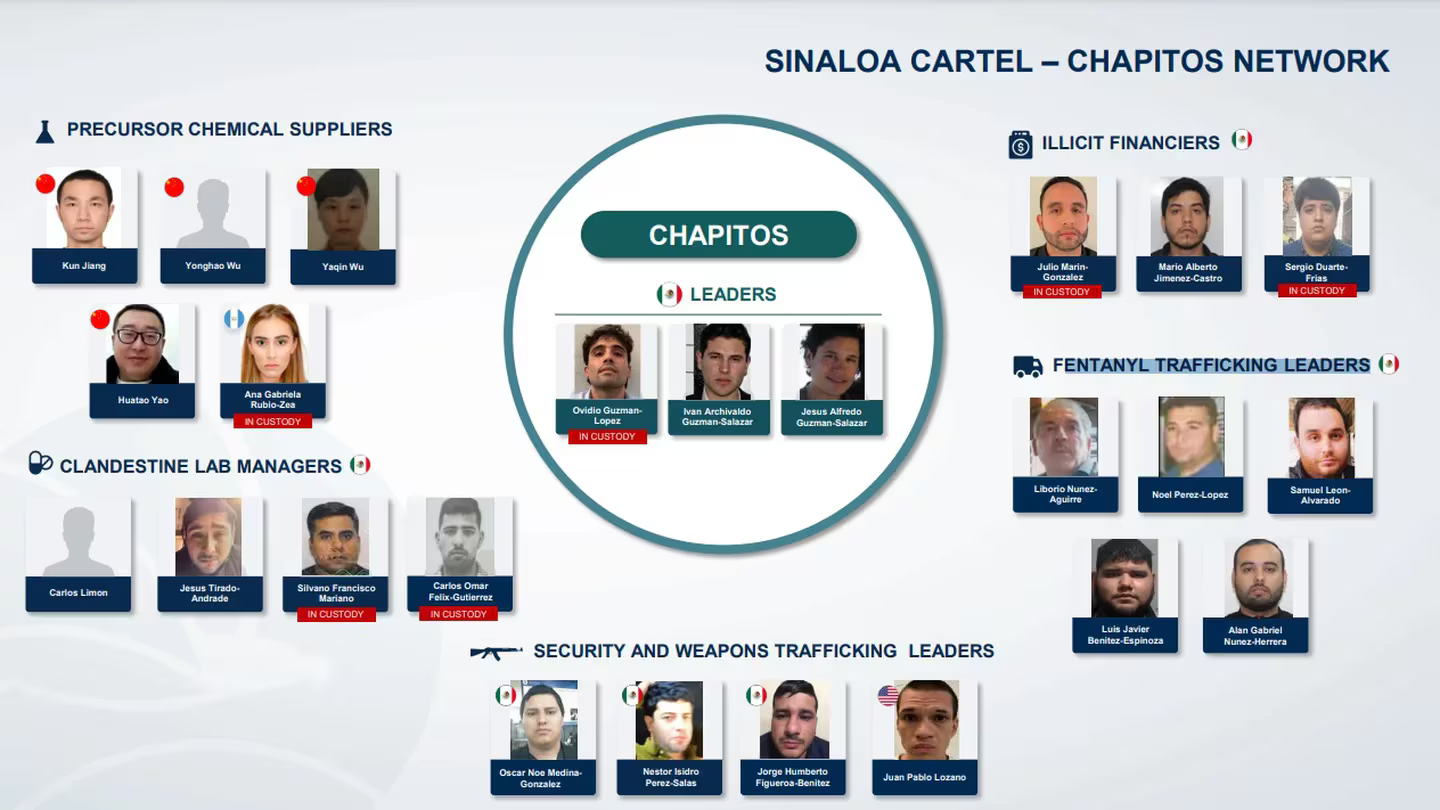
Hierarquia do Cartel de Sinaloa no início de 2023

O Cartel de Sinaloa costumava ser conhecido como La Alianza de Sangre ("Aliança de Sangue"). O Cartel de Sinaloa é "uma confederação de organizações criminosas com base na cultura regional e laços de sangue profundos e compartilhados que foram gerados durante décadas de prática endógena". Quando Héctor Luis Palma Salazar foi preso em 23 de junho de 1995, pelo Exército Mexicano, seu parceiro Joaquín Guzmán Loera assumiu a liderança do cartel. Guzmán foi capturado na Guatemala em 9 de junho de 1993 e extraditado para o México, onde foi preso em uma prisão de segurança máxima, mas em 19 de janeiro de 2001, Guzmán escapou e retomou o comando do Cartel de Sinaloa.
Guzmán tem um colaborador próximo, Ismael Zambada García (El Mayo). Guzman e Zambada se tornaram os principais chefões do tráfico do México em 2003, após a prisão de seu rival Osiel Cárdenas Guillén, do Cartel do Golfo. Outro associado próximo, Javier Torres Félix, foi preso e extraditado para os Estados Unidos em dezembro de 2006. Em 29 de julho de 2010, Ignacio Coronel foi morto em um tiroteio com militares mexicanos em Zapopan, Jalisco. Guzmán foi capturado em 22 de fevereiro de 2014, durante a noite, pelas autoridades americanas e mexicanas. Em 11 de julho de 2015, ele escapou do Centro Federal de Readaptação Social nº 1, uma prisão de segurança máxima no Estado do México, por um túnel em sua cela. Guzmán retomou o comando do Cartel de Sinaloa, mas em 8 de janeiro de 2016, Guzmán foi capturado novamente durante uma invasão a uma casa na cidade de Los Mochis, no estado natal de Guzmán, Sinaloa. Com a prisão de Joaquín Guzmán Loera, Ismael Zambada assumiu a liderança total do Cartel de Sinaloa.
Em 24 de junho de 2020, foi revelado que Zambada estava "doente de diabetes" e que supostamente deu aos filhos de El Chapo mais influência sobre o Cartel de Sinaloa. Isso também encerrou uma tentativa de recrutar ex-traficantes mexicanos de alto escalão, os irmãos Miguel e Rafael Caro Quintero como membros do Cartel de Sinaloa devido à recusa dos filhos de El Chapo em conceder-lhes status de liderança. Sob a liderança de Zambada, o Cartel de Sinaloa estava disposto a negociar uma liderança potencial para os irmãos Caro Quintero devido às suas histórias como chefes na organização antecessora.
Nos tempos atuais, acredita-se que, enquanto os parentes e amigos de Guzmán lutam por posições de liderança marginais na organização, o verdadeiro líder ainda é Ismael Zambada García, que medeia o poder entre eles e lhes permite um guarda-chuva da organização para trabalhar sob seu reinado com autonomia aparentemente relativa. Em 2022, começaram rumores de que as facções Los Chapitos e Zambada reconciliaram suas diferenças recentes para se unirem para combater o Cartel de Jalisco Nova Geração. No momento de sua prisão em 5 de janeiro de 2023, o filho de El Chapo, Ovidio Guzmán, era considerado o líder da facção Los Chapitos.
O cofundador e líder Ismael El Mayo Zambada e Joaquín Guzmán López, um dos filhos de El Chapo, foram presos pelas autoridades dos Estados Unidos em El Paso, Texas, em 25 de julho de 2024.

## Operações
No final dos anos 1980, a Drug Enforcement Administration (DEA) acreditava que o Cartel de Sinaloa era a maior organização de tráfico de drogas operando no México. Em meados da década de 1990, de acordo com a opinião de um tribunal, acreditava-se que era do tamanho do Cartel de Medellín durante seu auge e continuou a crescer para se tornar um dos maiores sindicatos criminosos do mundo com conexões internacionais amplamente diversas. Após a descoberta de vários sistemas de túneis usados para contrabandear drogas logo abaixo e através da Fronteira Estados Unidos–México desde 1990, o grupo (principalmente devido às atividades anteriores de El Chapo) também foi associado a esses meios de tráfico, com mais túneis ainda sendo descobertos e associados ao Cartel de Sinaloa até hoje. De acordo com a DEA, os túneis de drogas do C.D.S geralmente são encontrados na Califórnia e no Arizona.
O Cartel de Sinaloa está presente em pelo menos 22 dos 31 estados mexicanos, com centros importantes na Cidade do México, Tepic, Toluca, Zacatecas, Guadalajara e na maior parte do estado de Sinaloa. O cartel está envolvido principalmente no contrabando e distribuição de cocaína sul-americana (principalmente colombiana), maconha mexicana, metanfetamina e fentanil, bem como heroína mexicana e do sudeste asiático para os Estados Unidos. No entanto, grande parte da maconha que agora é cultivada e negociada pelo cartel está sendo cultivada ilegalmente em áreas remotas da Califórnia, nos EUA. Nos últimos tempos, o cartel também se afastou do contrabando de MDMA e até de heroína, enquanto aumentava o contrabando de cocaína, fentanil e metanfetamina. A maioria das drogas "duras" de alto valor são contrabandeadas para os EUA através de portas de entrada legais (passagens de fronteira), de acordo com a DEA e várias fontes. Eles costumam usar cidadãos americanos como mulas, muitos dos quais têm drogas enfiadas em veículos de passageiros ou trailers. Alguns deles são conhecidos como "carros armadilha", que são equipados com projetos mecânicos sofisticados que revelam locais de armazenamento de drogas somente quando certas funções do veículo são executadas manualmente simultaneamente ou em sequência.
O Cartel de Sinaloa operou historicamente no "Triângulo Dourado Mexicano", nos estados de Sinaloa, Durango e Chihuahua. A região é uma grande produtora de ópio mexicano e maconha. Nesta região, a heroína do alcatrão negro é muitas vezes referida como a "cabra negra". Apesar do tráfico de vários tipos de substâncias ilícitas, as operações do cartel parecem favorecer principalmente o comércio de cocaína e opioides, principalmente em um centro de distribuição como Chicago, onde a demanda por metanfetamina é relativamente baixa. De acordo com o Procurador-Geral dos Estados Unidos, o Cartel de Sinaloa foi responsável pela importação para os Estados Unidos e distribuição de cerca de 200 toneladas curtas (180 t) de cocaína e grandes quantidades de heroína entre 1990 e 2008. No entanto, durante a segunda onda da epidemia de opioides nos Estados Unidos em meados da década de 2010, que foi impulsionada em grande parte pela heroína; a prevalência e o tráfico de fentanil começaram a aumentar exponencialmente, levando à terceira onda e eventualmente se transformando na epidemia de drogas mais mortal da história dos Estados Unidos. Além disso, por volta de 2014, um aumento mensurável na produção de cocaína colombiana e no consumo global começou a aumentar anualmente até o presente, marcando atualmente um novo ponto alto para o uso global de cocaína. O cartel parece ainda ter grandes operações de metanfetamina em cidades dos EUA, como em San Diego e Atlanta. O C.D.S, bem como outros grandes cartéis mexicanos, estabeleceram grandes operações de cultivo de maconha nas florestas remotas e desertos da Califórnia.

### Cocaína
Durante os anos 2000 e possivelmente ainda hoje, acredita-se que um grupo conhecido como Organização Herrera transportaria quantidades de várias toneladas de cocaína da América do Sul para a Guatemala em nome do Cartel de Sinaloa. De lá, é contrabandeado para o norte, para o México e depois para os EUA. Uma porcentagem muito grande da cocaína traficada pelo México presumivelmente vem primeiro da Guatemala, com a estimativa mais comum sendo de cerca de 600.000 a 800.000 libras (300 a 400 toneladas curtas) por ano chegando à Guatemala. Acredita-se que outros carregamentos de cocaína sul-americana sejam originários diretamente de grupos narcotraficantes de Cali e Medellín, na Colômbia, de onde o Cartel de Sinaloa lida com o transporte através da fronteira dos EUA para células de distribuição no Arizona, Califórnia, Illinois, Texas, Nova York e estado de Washington. Como a Colômbia ainda é o maior produtor de cocaína do mundo, o Cartel de Sinaloa é atualmente o cartel mexicano mais ativo operando na Colômbia, onde ajuda a financiar e apoiar vários grupos paramilitares locais de tráfico de drogas da Colômbia, como o Exército de Libertação Nacional de esquerda; dissidentes das FARC e atual maior cartel de drogas da Colômbia e grupo paramilitar de direita; o Clan del Golfo. A organização Sinaloa agora também participa diretamente do cultivo e produção de coca na Colômbia. Quase 85% da coca da Colômbia é cultivada em apenas cinco departamentos do país. Estes são provavelmente os mesmos cinco departamentos da Colômbia nos quais foi detectada a rivalidade entre C.D.S e o Cartel de Jalisco Nova Geração, que supostamente levou ao deslocamento de milhares de cidadãos colombianos apenas no início de 2021. A presença de grupos de cartéis mexicanos na Colômbia coincide diretamente com lugares mais abundantes em plantações de coca ou com rotas estratégicas de narcotráfico: a costa do Pacífico de Nariño, Catatumbo, Bajo Cauca em Antioquia, Norte del Cauca e Magdalena.
Embora Colômbia, Bolívia e Peru tenham sido tradicionalmente os países sul-americanos mais notáveis no comércio de cocaína, nos últimos tempos tanto a Venezuela quanto o Equador intensificaram seu envolvimento no comércio, com a organização venezuelana Cártel de los Soles preocupando as autoridades no exterior, bem como o tamanho crescente das recentes apreensões de cocaína no Equador. Em agosto de 2021, um único carregamento de várias toneladas de cocaína foi apreendido na costa do Equador, causando uma série de assassinatos na sequência. Diz-se que o C.D.S tem uma parceria de longa data com um dos maiores e mais poderosos grupos criminosos do Equador, Los Choneros, que vivem na cidade litorânea de Manta, na costa do Pacífico, embora recebam o nome da cidade de Chone, no oeste. Desde 2011, eles evoluíram para se tornar uma das gangues prisionais mais ferozes do Equador, devido ao líder estar preso por quase 8 anos. Isso fez com que a maioria das atividades da organização fosse controlada e influenciada diretamente da prisão, onde a gangue continuou a recrutar novos membros. Eles supostamente se envolvem em microtráfico, assassinato por contrato, extorsão e contrabando. No entanto, recentemente, gangues menores começaram a atacar os Choneros e a organização também ficou sujeita ao fenômeno de luta interna dentro da gangue e de seus grupos derivados. De acordo com o The Washington Post, os Choneros usam suas conexões para mover rapidamente a cocaína da fronteira colombiana para o porto equatoriano de Guaiaquil. A suposta "espiral" do Equador em 2021 com aumento das taxas de criminalidade e violência das drogas supostamente pode ser rastreada até 28 de dezembro de 2020, quando Jorge Luis Zambrano González (também conhecido como Rasquiña), líder da gangue, foi assassinado em uma lanchonete de shopping em Manta. O sistema prisional superlotado do país e a pandemia de COVID-19 aparentemente dominaram grande parte da atenção e do foco do governo recentemente, permitindo assim que a gangue crescesse e consolidasse o poder com mais facilidade. Esse crescimento da organização, bem como o assassinato de Rasquiña, e a crescente importância do Equador no comércio ilegal de cocaína deram lugar às recentes ondas de crimes na região.

### Opioides (heroína e fentanil)
Atualmente, também lida com o comércio de fentanil em grande parte, distribuindo tanto pó de fentanil bruto quanto pílulas "M30" falsificadas projetadas para se parecer com a oxicodona autêntica, mas que são, na verdade, apenas prensadas com fentanil ou outros produtos químicos. Da mesma forma que a metanfetamina, a produção e distribuição de fentanil bruto é incrivelmente lucrativa. O fentanil é barato de produzir, pois é totalmente sintético e pode ser fabricado clandestinamente, pois, ao contrário da maconha, ópio/heroína e coca, não requer cultivo, luz solar ou irrigação. A maioria dos precursores necessários para sintetizar o fentanil e seus análogos vem da China, onde é processado em fentanil real por organizações criminosas no México. O fentanil é quimicamente classificado como uma fenilpiperidina em sua estrutura molecular, ao contrário dos opiáceos mais tradicionais derivados da papoula, como a codeína, a morfina e até mesmo a hidrocodona e a heroína (diacetilmorfina) intimamente relacionadas. Na cidade costeira de Mazatlán, segundo consta, leva apenas oito dias para que os precursores químicos se desloquem de uma entrega no Oceano Pacífico para os laboratórios ocultos do cartel e depois para o norte, através da fronteira dos EUA.
De acordo com um relatório da DEA de 2019, "estima-se que cada pílula de fentanil custe apenas 1 dólar para ser produzida. Pode ser revendida nos Estados Unidos por pelo menos 10 vezes mais". O cartel também fabrica e trafica heroína, um composto semi-sintético de morfina feito da papoula do ópio (Papaver somniferum), que agora é tipicamente misturado com fentanil para aumentar sua força de forma muito barata. Grande parte da heroína contrabandeada, principalmente pelo Cartel de Sinaloa, é produzida no "Triângulo Dourado", uma região do México que se sobrepõe a partes dos estados de Sinaloa, Durango e Chihuahua, onde o ópio e a maconha são historicamente cultivados. A repressão local do estado e do governo nessas fazendas, no entanto, empurrou grande parte do mercado de opioides na direção de sintéticos como o fentanil, que podem ser produzidos de maneira muito mais secreta, com o nome de "oxi mexicano" ou mesmo "heroína sintética".
As regiões do norte de Baja California, Sinaloa e Sonora também foram apelidadas por alguns meios de comunicação como o "Triângulo Dourado para produção e transferência de fentanil", como uma distinção e comparação com a região clássica de cultivo de ópio mais ao sul. Nesta área de produção ilícita da região norte, várias cidades importantes em sua produção e comércio, como Culiacán, Tijuana, Ensenada e San Luis Río Colorado, registram consistentemente a maior quantidade de apreensões de fentanil pela polícia, geralmente em quilogramas (pó) ou comprimidos prensados. Posteriormente, isso também levou a cidade fronteiriça de San Diego a se tornar o 'epicentro do tráfico de fentanil na América' em meados de 2022 devido à sua proximidade com a fronteira, de acordo com reportagens locais. No Condado de San Diego, a quantidade de fentanil interceptada pelo Serviço de Imigração e Controle de Aduanas dos Estados Unidos da América aumentou de 1.599 libras (725 kg) em 2019 para mais de 6.700 libras (3.000 kg) em 2021. O cartel também é conhecido por usar 'mulas cegas', principalmente para o contrabando e transporte de fentanil para dentro e fora dos Estados Unidos, muitas vezes com as mulas nem mesmo sabendo o que estão traficando. Muitas dessas mulas são cidadãs americanas, o que ajuda a facilitar o processo de contrabando, geralmente através dos portos de entrada nos Estados Unidos. As mulas geralmente recebem vários milhares de dólares para transportar o que geralmente equivale a milhões de dólares em narcóticos por vez. Tijuana agora também começou a desenvolver seus próprios problemas com o uso e dependência de fentanil, apesar de ter sido um fenômeno principalmente nos Estados Unidos e Canadá.

### Fentanil arco-íris multicolorido
A droga, que pode se apresentar na forma de pílulas, pó e pequenos blocos que se parecem com doces ou giz de calçada, está sendo vendida e usada em vários estados norte-americanos e potencialmente representando uma ameaça para jovens, ela contêm fentanil ilícito, tornando a droga extremamente viciante e potencialmente mortal se alguém tiver uma overdose enquanto tenta se drogar. Em 2022, a DEA apreendeu em Nova York 15 mil comprimidos coloridos de fentanil que estavam escondidos em uma caixa de brinquedos Lego e seriam distribuídos na cidade, apontando para uma distribuição mais ampla das pílulas coloridas, que se acredita serem fornecidas principalmente pelas duas gangues criminosas mais poderosas do México, o Cartel de Sinaloa e o Cartel Jalisco Nova Geração.

### Maconha
Embora o Cartel de Sinaloa tenha cultivado tradicionalmente maconha localmente na região original do "Triângulo Dourado" do México, o cartel, assim como outros cartéis mexicanos modernos, nos últimos tempos, montou grandes operações de cultivo de maconha nas florestas remotas e desertos da Califórnia, onde supostamente roubaram milhões de galões de água para esses cultivos ilegais. No verão de 2021, isso aparentemente levou à maior apreensão de maconha do Condado de Los Angeles em sua história. Eles descobriram e desmontaram de 70 a 80 estufas estilo "hoop house" no deserto aberto e recuperaram milhares de quilos de maconha que usavam água desviada ou "roubada" de fazendas próximas de alfafa, cenoura e batata. Esses cultivos podem render de três a cinco colheitas por ano.
De acordo com a RAND Corporation, em 2010, não era irreal presumir que "pelo menos 50 por cento" da maconha consumida nos Estados Unidos era produzida no México. No entanto, nos anos seguintes, os movimentos graduais dos EUA em direção à legalização recreativa em muitos estados, bem como a qualidade superior da maconha cultivada nos Estados Unidos, começaram a reduzir significativamente os lucros dos cartéis no México. Apesar disso, no entanto, grupos produtores de maconha no México ainda estão transferindo o produto para estados do lado dos EUA que ainda não legalizaram.
O negócio legítimo e pesado de lojas de maconha locais e totalmente legais também pode ser benéfico para as atividades de lavagem de dinheiro do cartel. Facções como os Los Chapitos já começaram a "marcar" produtos de maconha e investir na produção, bem como fazer lobby com certos políticos para a legalização. Atualmente, a marca mais conhecida de Culiacán chama-se "Star Kush". Seu logotipo mostra um astronauta comendo uma fatia de pizza; a pizza usada pelo cartel como referência a La Chapisa, as pessoas que trabalhavam para Guzmán e seus filhos. O astronauta está sentado em cima de um enorme tomate devido ao papel de Culiacán em ser o maior exportador de tomate do México. Os produtores locais de cannabis são financiados pela organização de Sinaloa para "fazer o melhor produto", mas só podem vendê-lo de volta ao cartel para seus dispensários.

### Metanfetamina
Embora provavelmente não seja tão prolífico no cozimento de metanfetamina quanto o Cartel de Jalisco Nova Geração, o Cartel de Sinaloa ainda tem grandes operações de metanfetamina em toda a América do Norte, que atualmente inclui o próprio México devido ao uso onipresente de metanfetamina no país, com regiões como Guanajuato supostamente tendo um aumento de 2.400% no uso de metanfetamina de 2010 a 2020 aproximadamente. Alegadamente, em 2010, de cada 100 pessoas que usavam drogas em Guanajuato, apenas cerca de dois (2%) usavam metanfetamina. Enquanto no final de 2020; esse número aumentou para quase 50%, com taxas de uso de drogas como a maconha realmente diminuindo entre os usuários. A atual taxa de produção e venda de metanfetamina no México também é resultado da chamada "nova era" de fabricação e tráfico de drogas totalmente sintéticas. A metanfetamina, sendo outro composto totalmente sintético (como o fentanil), também significa que não requer agricultura, cultivo e outros recursos relacionados, como os necessários para a produção de maconha, cocaína e heroína. Ele também "empacota mais apertado" do que certas outras drogas ao contrabandear devido à sua alta potência em relação ao seu peso.
De acordo com um estudo da RAND Corporation de 2019, 50% das apreensões recordes globais da droga em 2018 foram na América do Norte. O mercado dos EUA para a droga (em 2021) pode valer mais de 50 bilhões de dólares, quatro vezes mais do que o mercado relatado de 13 bilhões de dólares que os EUA tinham para metanfetamina em 2010. Junto com a América do Norte, as outras grandes regiões do mundo com consumo de metanfetamina são o Sudeste Asiático e a Oceania; principalmente a Austrália e, em menor escala, a Nova Zelândia. Os cartéis mexicanos, como Sinaloa, se mudaram para a Holanda em 2015, para estabelecerem suas novas operações de fabricação de drogas. O cartel, no entanto, acabou convencendo muitos desses grupos a abandonar a síntese de MDMA e tentar produzir metanfetamina devido ao potencial de lucros muito maiores.
Da mesma forma que o fentanil, muitos dos precursores de metanfetamina de nível industrial provenientes da China ou da Índia, bem como da Alemanha, chegam ao México em portos, como Manzanillo, o que causou aumentos notáveis de violência no pequeno estado costeiro de Colima, bem como em regiões estratégicas de tráfico de drogas sintéticas mais ao norte, como Baja California e Zacatecas. Juntamente com os embarques de produtos químicos do Oceano Pacífico nos principais portos, a Rodovia Federal 15 atua como uma via sul-norte, cortando a cidade portuária de Mazatlán, através de Sinaloa, este sistema de trânsito permite que o Cartel de Sinaloa transporte produtos químicos precursores e produtos acabados através da fronteira norte, com veículos de passageiros sendo de longe o método mais comum de contrabando através dos portos de entrada, isso levou o estado de Sinaloa a dominar essencialmente a fabricação de drogas sintéticas ilegais no México.
Foi inicialmente durante a década de 1980 que os fabricantes mexicanos de drogas começaram a trazer metanfetamina para o norte através da fronteira e novas formas que podiam ser fumadas foram então introduzidas. Durante 2019 nos Estados Unidos, o Centros de Controle e Prevenção de Doenças (CDC) registrou 16.167 mortes por overdose de metanfetamina, acima das 3.627 overdoses relacionadas à droga em 2013. Das overdoses letais de metanfetamina registradas em 2019, 52 delas ocorreram em New Hampshire, que chamou a atenção da DEA em relação às pílulas "Adderall" falsas. O maior uso da droga tem sido tradicionalmente visto no sudoeste americano, oeste, interior do noroeste e no meio-oeste rural. Foi por volta de 2005 que os cartéis mexicanos, como o C.D.S, começaram a assumir o controle quase total do mercado de metanfetamina nos Estados Unidos, em grande parte devido aos legisladores dos EUA que aprovaram o Combat Methamphetamine Epidemic Act, que limitava muito o acesso a remédios para resfriado sem receita que contêm efedrina e pseudoefedrina. Supostamente, uma porcentagem maior de metanfetamina mexicana agora é feita de precursores totalmente sintéticos em vez do composto natural efedrina, ou mesmo da pseudoefedrina intimamente relacionada devido às restrições do país a esses precursores químicos a partir de 2007 (dois anos após as restrições dos EUA). Grande parte da metanfetamina moderna que circula na América do Norte de cartéis mexicanos como Sinaloa, portanto, agora consiste principalmente em meio a meio (racêmico) ou às vezes mistura desigual do isômero L-metanfetamina (que é menos dopaminérgico e tem mais efeitos colaterais físicos) ao lado do isômero D-metanfetamina (dextrorrotatório) mais desejável e potente. Isso ocorre porque os métodos para sintetizar metanfetamina sem usar efedrina ou pseudoefedrina, como o método alternativo de redução P2P, tende a produzir uma mistura racêmica (50:50) de ambos os isômeros (especificamente chamados de enantiômero), em vez de apenas d-metanfetamina pura que é observada em sínteses baseadas em pseudoefedrina.
P2P (fenil-2-propanona) é geralmente obtido a partir de ácido fenilacético e anidrido acético, com ácido fenilacético possivelmente proveniente de benzaldeído, benzilcianeto ou cloreto de benzila. A metilamina é crucial para todos esses métodos e é produzida a partir do nitrometano, ou formaldeído e cloreto de amônio, ou iodeto de metila com hexamina. Este já foi o método de produção preferido pelas gangues de motociclistas americanas na Califórnia, até que as restrições da DEA aos precursores químicos dificultaram o processo. Este método pode envolver o uso de cloreto de mercúrio e deixa para trás resíduos ambientais de mercúrio e chumbo.

### Território e presença
De acordo com a Secretaria da Fazenda e Crédito Público da Cidade do México, a partir de 2020 o cartel tem território palpável nas regiões mexicanas de Sinaloa, Baja California, Baja California Sur, Durango, Sonora, Chihuahua, Coahuila, Edomex, Cidade do México, Jalisco, Zacatecas, Colima, Aguascalientes, Querétaro, Guerrero, Oaxaca, Chiapas, Tabasco, Campeche, Yucatán e Quintana Roo.

#### Sinaloa
Devido à liderança da organização essencialmente dividida entre as facções Mayo Zambada e Los Chapitos do cartel, grande parte do estado de Sinaloa também está dividida territorialmente. Dentro de Sinaloa, os municípios de El Fuerte, Badiraguato, Mocorito, Angostura, Navolato, Concordia, Rosario, Escuinapa e metade de Culiacán são controlados por Los Chapitos, enquanto San Ignacio, Elota e a outra metade do município de Culiacán são controlados por Mayo. Os municípios de Cosalá e Mazatlán teriam mais de um grupo controlando o território, bem como algumas das regiões do norte do estado, que seriam parcialmente controladas pela Organização Beltrán-Leyva.

#### Internacional
Apesar de sua presença moderada e desafiadora no México, no entanto, a Federação também é conhecida por sua grande e ampla presença internacional e suas muitas operações e parceiros criminosos transnacionais. Os locais fora do México incluem a América Latina (Guatemala, El Salvador, Honduras, Nicarágua, Costa Rica, Panamá, Colômbia, Bolívia, Peru, Equador, Venezuela, Brasil, Argentina), a região anglo-caribenha (Belize e Guiana), Canadá (Colúmbia Britânica, leste do Canadá) e os Estados Unidos (principalmente o sudoeste, sul e partes do meio-atlântico).

### Atuais alianças internacionais e domésticas
No final dos anos 2000 e início dos anos 2010, o Cartel de Sinaloa e o Cartel do Golfo eram tradicionalmente considerados aliados, mas a partir de 2021, essa aliança teria fracassado, pois os dois grupos agora lutam entre si no estado de Zacatecas com o Cartel de Jalisco Nova Geração agora do lado do Golfo para lutar contra Sinaloa. O C.D.S também está lutando contra o La Linea em parceria com o CJNG em Ciudad Juárez.
O Cartel de Sinaloa também fez alianças com outras gangues nas regiões em que opera. Eles incluem Los Ántrax (unidade executora), Grupo Flechas, Los Cabrera (ala armada), Los Rusos (facção Zambada), Los Chapitos (facção Guzmán), Crips, Los Mexicles, Los Salazares (célula de tráfico em Sonora), La Barredora, Los Rastrojos, Paraguaná Cartel, Los Cachiros, Los Choneros, Exército de Libertação Nacional, Organização Herrera, Organização Fernando Pineda-Jimenez, Cartel Sonora, Cartel Colima, Gente Nueva (ala armada), Cártel del Noreste (em Zacatecas), Cárteles Unidos, La Familia Michoacana, Los Dámasos (ala armada), Cartel Independiente de Nuevo León, Máfia mexicana, Máfia marroquina, Máfia sérvia, Cartel Kinahan, Independent Soldiers, Máfia irlandesa, Hells Angels, Máfia chechena, Máfia albanesa, Máfia romena, a 'Ndrangheta. e dissidentes da FARC.
A Federação de Sinaloa também formou alianças com duas tríades chinesas poderosas, Sun Yee On e a 14K, para adquirir os precursores químicos necessários para a criação de drogas sintéticas altamente viciantes, como a metanfetamina e, agora, provavelmente o fentanil. Agentes como gangues locais coletam os produtos químicos dos pontos de entrega e os enviam para laboratórios ocultos. Os produtos resultantes são enviados para os Estados Unidos e muitos países da América do Sul. O Cartel de Sinaloa também tem uma presença importante na Colômbia e fez parceria com vários cartéis de drogas paramilitares, como o Clan del Golfo.

### Aeroporto de Tijuana/Super túneis de drogas

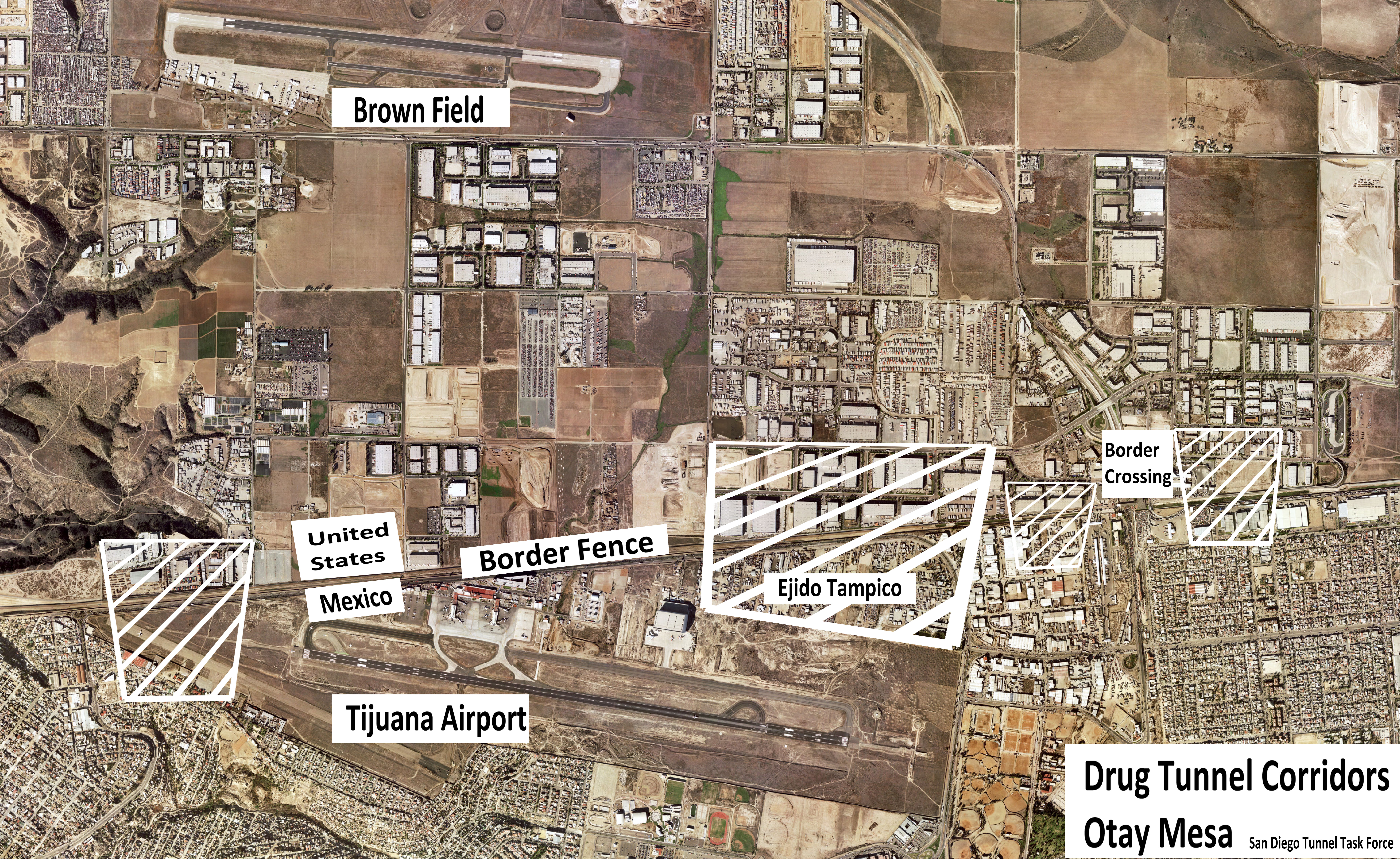
Corredores do túnel de drogas Aeroporto de Tijuana/Otay Mesa

Em 1989, o Cartel de Sinaloa cavou seu primeiro túnel de drogas entre uma casa em Agua Prieta, Sonora, e um depósito localizado em Douglas, Arizona. O túnel de 300 pés (91 m) foi descoberto em maio de 1990. Após a descoberta pela alfândega dos EUA e pela Polícia Federal mexicana, o Cartel de Sinaloa começou a concentrar suas operações de contrabando em Tijuana e Otay Mesa, San Diego, onde adquiriu um depósito em 1992. Após o assassinato do cardeal Juan Jesús Posadas Ocampo e seis outros no aeroporto de Guadalajara em 24 de maio de 1993, os pistoleiros embarcaram em um jato comercial. Quando o jato pousou no aeroporto de Tijuana, as unidades policiais e militares não conseguiram isolar a aeronave e os atiradores escaparam. Em 31 de maio de 1993, agentes federais mexicanos em busca dos atiradores encontraram um túnel parcialmente concluído de 1.500 pés (460 m) adjacente ao aeroporto de Tijuana e cruzando a fronteira dos Estados Unidos com o México até um depósito em Otay Mesa, em San Diego. Foi descoberto enquanto autoridades mexicanas e de San Diego discutiam a criação de um aeroporto transfronteiriço entre Tijuana e Otay Mesa, o que teria prejudicado as operações de túneis de drogas na área. O túnel foi descrito pela DEA em San Diego como o "Taj Mahal" dos túneis de drogas ao longo da Fronteira Estados Unidos–México e estava ligado a Joaquin 'El Chapo' Guzmán. Era cinco vezes mais longo que o túnel Agua Prieta-Douglas e se tornou o primeiro de uma série de "super túneis" para drogas em Otay Mesa, originários do aeroporto de Tijuana e arredores através do antigo Ejido Tampico. Os "super túneis" foram equipados com energia, ventilação e trilhos ferroviários para permitir o movimento eficiente de grandes cargas de narcóticos através da fronteira EUA-México. A proximidade do antigo Ejido Tampico ao aeroporto de Tijuana e à fronteira EUA-México tornou-o uma área de preparação ideal para operações de contrabando nos Estados Unidos.

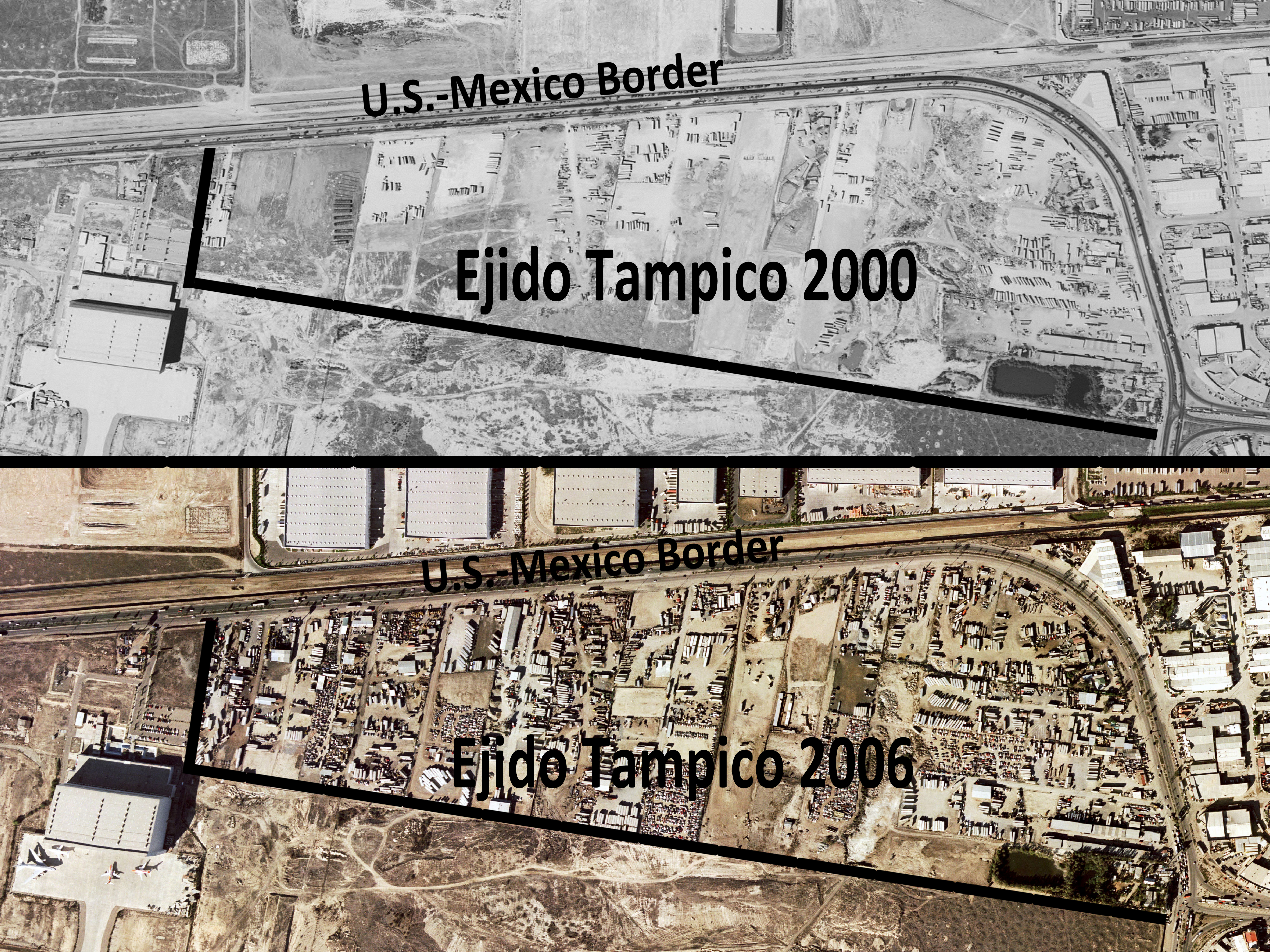
Comparação de Ejido Tampico entre 2000 e 2006

O conflito do governo mexicano com o antigo Ejido Tampico data de 1970, quando eles expropriaram 320 hectares (790 acres) do Ejido Tampico para construir uma nova pista e terminal de passageiros no aeroporto de Tijuana e concordaram em pagar aos deslocados ejidatarios (os agricultores comunais) 1,4 milhões de pesos (112.000 dólares em 1970). Quando o governo mexicano falhou em indenizar os ejidatários por suas terras agrícolas perdidas, eles reocuparam uma área de 79 hectares (200 acres) do aeroporto de Tijuana e ameaçaram um conflito armado. De 1970 a 2000, as terras ocupadas no aeroporto de Tijuana permaneceram relativamente subdesenvolvidas. Em 1999, o aeroporto de Tijuana foi privatizado e passou a fazer parte de uma rede de 12 aeroportos conhecida como Grupo Aeroportuario del Pacífico. Em uma tentativa de resolver a disputa e remover os ejidatários do aeroporto privatizado de Tijuana, o governo mexicano estabeleceu um valor nos 320 hectares expropriados (790 acres) em 1,2 milhão de pesos (125.560 dólares em 1999), enquanto os ejidatários do antigo Ejida Tampico, levando em conta o aumento no valor das propriedades de 1970 a 1999 e a privatização do aeroporto de Tijuana, estabeleceram um valor comercial em suas terras perdidas em 2,8 bilhões de pesos (294 milhões de dólares). Em 2002, o presidente mexicano Vicente Fox, que havia prometido resolver o problema, também falhou. Os ejidatários passaram a desenvolver comercialmente a área de 79 hectares (200 acres) no aeroporto de Tijuana, arrendando prédios e lotes para empresas de transporte e armazenamento. Em 2006 o desenvolvimento não permitido permitiu a construção de um "super túnel" de drogas de 2.400 pés (730 metros) originário do antigo Ejido Tampico e adjacente à pista do aeroporto de Tijuana. Como túneis de drogas anteriores, cruzou a fronteira dos EUA com o México até um depósito em Otay Mesa, em San Diego, com capacidade para transportar cargas de várias toneladas de narcóticos.

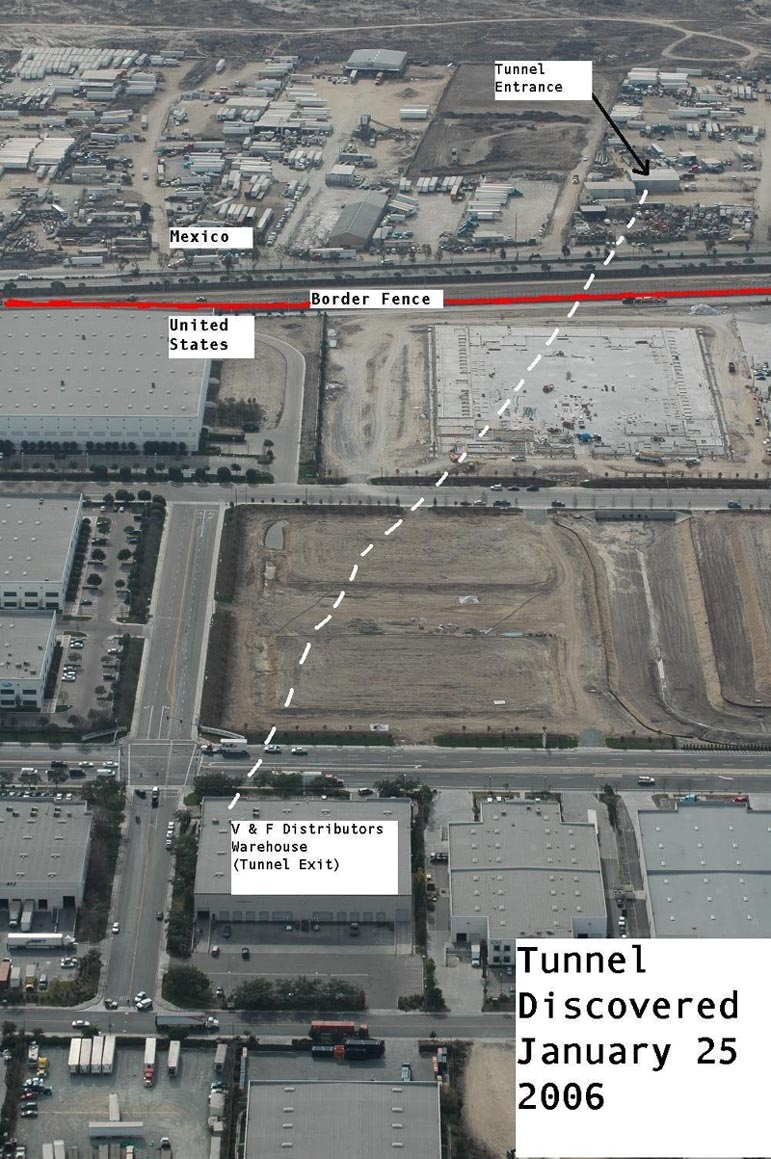
Túnel de tráfico de drogas sob a Fronteira Estados Unidos–México usado pelo Cartel de Sinaloa do Ejido Tampico

 Semelhante ao "Taj Mahal" de túneis de drogas descobertos em Otay Mesa em 1993, o "supertúnel" da droga de 2006 foi rastreado até o Cartel de Sinaloa. Com operações não regulamentadas de caminhões e armazéns, o antigo Ejido Tampico tornou-se um importante ponto de distribuição de narcóticos sendo transferidos para os Estados Unidos. Nos anos seguintes, túneis de drogas que transportavam toneladas de narcóticos foram detectados dentro e ao redor do aeroporto de Tijuana. O antigo Ejido Tampico também continuou a expandir seu desenvolvimento não permitido e mais túneis de drogas foram descobertos operando dentro de seus limites para armazéns localizados em Otay Mesa em San Diego, Califórnia. Em 2011, no extremo oeste do aeroporto de Tijuana, um "super túnel" de drogas de 1.800 pés (550 metros) foi descoberto cavado sob a pista 10/28 do aeroporto de um depósito localizado a 980 pés (300 metros) da 12ª Base Aérea Militar do México e a 330 pés (100 metros) de uma delegacia da Polícia Federal mexicana. Assim como os "super túneis" anteriores, ele foi equipado com um elevador e vagões elétricos para transportar narcóticos com eficiência pela fronteira dos Estados Unidos com o México. Em dezembro de 2016, um mês antes da extradição de Joaquín 'El Chapo' Guzmán Loera para os EUA, dois "super túneis", um em operação enquanto o outro estava em construção, foram descobertos por agentes mexicanos adjacentes ao aeroporto de Tijuana/Ejido Tampico e ao posto de fronteira de Otay Mesa. Ambos estavam associados ao Cartel de Sinaloa.
Em 21 de junho de 2017, a "namorada" de Joaquín 'El Chapo' Guzmán e ex-legisladora do estado de Sinaloa, Lucero Guadalupe Sánchez López, foi presa no Cross Border Xpress do aeroporto de Tijuana por oficiais do CBP (Alfândega e Proteção de Fronteiras dos EUA) quando cruzava para os EUA. Ela foi acusada de conspiração para drogas e lavagem de dinheiro e estava com Joaquín Guzmán quando ele escapou da captura em 2014.

## Operadores
Em 2005, os irmãos Beltrán-Leyva, que anteriormente estavam alinhados com o Cartel de Sinaloa, passaram a dominar o tráfico de drogas na fronteira com o Arizona. Em 2006, o Cartel de Sinaloa havia eliminado toda a concorrência nos 528 km (328 milhas) da fronteira com o Arizona. Os cartéis Milenio (Michoacán), Jalisco (Guadalajara), Sonora (Sonora) e Colima agora eram filiais do Cartel de Sinaloa. Nessa época, a organização lavava dinheiro em escala global, principalmente por meio do banco britânico HSBC.
Em janeiro de 2008, o cartel supostamente se dividiu em várias facções em guerra, o que é uma das principais causas da epidemia de violência causada pelas drogas no México no ano passado. Os assassinatos cometidos pelo cartel geralmente envolvem decapitações ou corpos dissolvidos em tanques de álcali e às vezes são filmados e postados na Internet como um alerta para gangues rivais.
Antes de sua prisão, Vicente Zambada Niebla (El Vicentillo), filho de Ismael Zambada García (El Mayo), desempenhou um papel fundamental no Cartel de Sinaloa. Vicente Zambada foi responsável por coordenar carregamentos de cocaína de várias toneladas de países da América Central e do Sul, através do México, e para os Estados Unidos para o Cartel de Sinaloa. Para realizar esta tarefa, ele usou todos os meios disponíveis: aeronaves de carga Boeing 747, narcossubmarino, navios porta-contêineres, lanchas rápidas, navios de pesca, ônibus, vagões ferroviários, tratores e automóveis. Ele foi preso pelo Exército Mexicano em 18 de março de 2009 e extraditado em 18 de fevereiro de 2010 para Chicago para enfrentar acusações federais. Ele apresentou um acordo de confissão de culpa e concordou em cooperar com o governo em 8 de novembro de 2018.
As áreas metropolitanas de Tucson e Phoenix, Arizona, são os principais pontos de transbordo e distribuição do cartel nos EUA. Para coordenar as operações no sudeste dos EUA, Atlanta emergiu como um importante centro de distribuição e centro de contabilidade e a presença do Cartel de Sinaloa trouxe violência implacável para essa área. Chicago continua a ser um importante ponto de distribuição de Sinaloa para o Centro-Oeste, aproveitando a forte demanda local do mercado e a convergência de vários dos principais sistemas interestaduais que oferecem distribuição em todos os Estados Unidos. Por muito tempo, o cartel também se beneficiou da relativa facilidade das transações em dinheiro e da lavagem de dinheiro por meio de bancos com presença tanto nos Estados Unidos quanto no México, como o HSBC.
Em 2013, a Comissão Criminal de Chicago nomeou Joaquin El Chapo Guzmán "Inimigo Público nº 1" de uma cidade em que Guzmán nunca pisou. Ele é o único indivíduo a receber o título desde Al Capone. O ponto focal de Sinaloa em Chicago é o bairro Little Village da cidade. A partir desse ponto estratégico, o cartel distribui seu produto no atacado para dezenas de gangues de rua locais, até 2 toneladas por mês, em uma cidade com mais de 117.000 membros de gangues documentados. Os Gangster Disciples são uma das gangues locais que mais trabalham ativamente com o cartel. As tentativas do cartel de controlar o mercado de drogas de Chicago os colocaram em conflito direto com outras gangues de Chicago, incluindo Almighty Black P. Stone Nation, Almighty Vice Lord Nation e Black Disciples, resultando em um aumento da violência na cidade.
O Cartel de Sinaloa tem operações nas Filipinas como ponto de transbordo de drogas contrabandeadas para os Estados Unidos. Desde 2013, o cartel opera nas Filipinas após uma batida em uma fazenda em Lipa, Batangas, de acordo com um comunicado do diretor-geral da Agência Antidrogas das Filipinas (PDEA), Arthur Cacdac, e entrou no país sem aviso prévio. O presidente Rodrigo Duterte confirmou ainda a presença do Cartel de Sinaloa nas Filipinas, dizendo que o cartel usa o país como ponto de transbordo de drogas contrabandeadas para os Estados Unidos. A presença do cartel nas Filipinas agravou a guerra em curso entre traficantes, cartéis de drogas e o governo daquele país.
Em 4 de julho de 2019, Juan Ulises Galván Carmona, conhecido como El Buda, foi morto por dois pistoleiros em uma loja de conveniência em Chetumal, capital do estado de Quintana Roo, na costa caribenha do México. El Buda serviu como o líder das atividades de tráfico de drogas do Cartel de Sinaloa e remessas da América Central e do Sul.

### Prisão e apreensões
Em 25 de fevereiro de 2009, o governo dos Estados Unidos anunciou a prisão de 750 membros do Cartel de Sinaloa nos Estados Unidos na Operação Xcellerator. Eles também anunciaram a apreensão de mais de 59 milhões de dólares em dinheiro e vários veículos, aviões e barcos.
Em março de 2009, o governo mexicano anunciou o envio de 1.000 policiais federais e 5.000 soldados do Exército Mexicano para restaurar a ordem em Ciudad Juárez, que sofreu o maior número de baixas no país.
Em 20 de agosto de 2009, a DEA desfez uma grande operação de drogas mexicana em Chicago e descobriu uma grande rede de distribuição operada pela equipe de Flores liderada pelos irmãos gêmeos Margarito e Pedro Flores que operavam lá. A operação antidrogas supostamente trazia de 3.000 a 4.000 libras (1.400 a 1.800 kg) de cocaína todos os meses para Chicago do México e transportava milhões de dólares para o sul da fronteira. As remessas foram compradas principalmente do Cartel de Sinaloa e, às vezes, do Cartel Beltrán-Leyva, e presume-se que ambos os cartéis ameaçaram a tripulação do Flores com violência se eles comprassem de outras organizações de drogas rivais.
Em 11 de maio de 2010, Alfonso Gutiérrez Loera, primo de Joaquín Guzmán Loera, e 5 outros traficantes de drogas foram presos após um tiroteio com policiais federais em Culiacán, Sinaloa. Junto com os suspeitos capturados, foram apreendidos 16 fuzis, 3 granadas, 102 pentes e 3.543 cartuchos de munição.
A Secretaria de Defesa Nacional do México (Sedena) informou sobre a prisão de Jesús Alfredo Salazar Ramírez, conhecido como El Muñeco ou El Pelos, identificado como o atual tenente do Cartel do Pacífico Sul no estado de Sonora. Segundo Sedena, El Muñeco trabalhou como administrador de Joaquín Guzmán Loera e é considerado o responsável pela morte do ativista Nepomuceno Moreno. Jesús Alfredo Salazar Ramírez foi detido em 1º de novembro de 2012, no município de Huixquilucan, por militares da Procuradoria-Geral da República (PGR) do México.
El Muñeco é considerado um dos mais importantes tenentes de Joaquín Guzmán Loera, evidenciado por seu controle da plantação, produção e tráfico de drogas em Sonora e nas montanhas de Chihuahua, que eram enviadas predominantemente para os Estados Unidos. Ele está ligado a vários homicídios, entre eles o advogado Rubén Alejandro Cepeda Leos, assassinado em 20 de dezembro de 2011, na cidade de Chihuahua, Chihuahua. Segundo a Sedena, ele é o suposto assassino do ativista Nepomuceno Moreno Núñez, ocorrido em 28 de novembro de 2011. Nepomuceno Moreno era um ativista que buscou justiça pelo desaparecimento de seu filho e ingressou no Movimento dos Indignados Mexicanos, liderado pelo poeta Javier Sicilia.
José Rodrigo Aréchiga Gamboa (também conhecido como Chino Antrax) era um membro de alto escalão do Cartel de Sinaloa. Ele era um líder e membro fundador do Los Ántrax, um esquadrão armado formado para proteger Ismael El Mayo Zambada García, membro fundador do Cartel de Sinaloa. Foi detido a 30 de dezembro de 2013, no Aeroporto de Amesterdão Schiphol, nos Países Baixos, a pedido dos Estados Unidosa, e com a ajuda da Interpol, por acusações relacionadas com o tráfico de estupefacientes.
A perda de parceiros do cartel no México não parece ter afetado sua capacidade de contrabandear drogas da América do Sul para os EUA. Pelo contrário, com base em relatórios de apreensão, o Cartel de Sinaloa parece ser o contrabandista de cocaína mais ativo. Os relatórios também demonstraram que os cartéis possuem a capacidade de estabelecer operações em áreas anteriormente desconhecidas, como América Central e América do Sul, até mesmo no extremo sul do Peru, Paraguai e Argentina. Também parece ser mais ativo na diversificação de seus mercados de exportação; em vez de depender apenas do consumo de drogas nos Estados Unidos, ela tem feito um esforço para abastecer os distribuidores de drogas nos países latino-americanos e europeus.
Em 19 de dezembro de 2013, a Polícia Federal do México matou Gonzalo El Macho Prieto Inzunza em um tiroteio em Puerto Peñasco, Sonora. Inzunza era considerado um dos principais líderes do cartel de Joaquin El Chapo Guzman.
Em dezembro de 2013, três supostos membros do cartel foram presos em Lipa, Batangas, nas Filipinas, com 84 kg (185 lb) de metanfetamina.
Em fevereiro de 2014, El Chapo Guzmán foi preso. A captura de Guzmán, do Cartel de Sinaloa, iniciou uma briga sobre o local do julgamento. Os pedidos de extradição para os Estados Unidos começaram poucas horas depois de sua prisão. Guzmán também enfrenta indiciamento federal em vários locais, incluindo San Diego, Nova York e Texas, entre outros lugares.
Em 11 de julho de 2015, El Chapo escapou de uma prisão de segurança máxima, sua segunda fuga bem-sucedida de uma prisão de segurança máxima em 14 anos. Em 8 de janeiro de 2016, Guzman foi preso novamente durante uma batida em uma casa na cidade de Los Mochis, no estado natal de Guzman, Sinaloa.

## Alegações de conluio com forças do Governo Federal mexicano
Em maio de 2009, a National Public Radio (NPR) transmitiu vários relatórios alegando que a polícia federal mexicana e os militares estavam trabalhando em conluio com o Cartel de Sinaloa. Em particular, o relatório afirmava que o governo estava ajudando o Cartel de Sinaloa a assumir o controle da área do Valle de Juárez e destruir outros cartéis, especialmente o Cartel de Juárez. Os repórteres da NPR entrevistaram dezenas de funcionários e pessoas comuns para a investigação jornalística. Um relatório cita um ex-comandante da polícia de Juarez que afirmou que todo o departamento estava trabalhando para o Cartel de Sinaloa e ajudando-o a combater outros grupos. Ele também alegou que o Cartel de Sinaloa havia subornado os militares. Também foi citado um repórter mexicano que afirmou ter ouvido inúmeras vezes do público que os militares estiveram envolvidos em assassinatos. Outra fonte da história foi o julgamento nos Estados Unidos de Manuel Fierro-Mendez, um ex-capitão da polícia de Juarez que admitiu trabalhar para o Cartel de Sinaloa. Ele alegou que o Cartel de Sinaloa influenciou o governo e os militares mexicanos para obter o controle da região. Um agente da DEA no mesmo julgamento alegou que Fierro-Mendez tinha contatos com um oficial militar mexicano. O relatório também alegou, com o apoio de um antropólogo que estuda o tráfico de drogas, que os dados sobre o baixo índice de prisões de membros do Cartel de Sinaloa (em comparação com outros grupos) eram evidências de favoritismo por parte das autoridades. Um oficial mexicano negou a alegação de favoritismo, e um agente da DEA e um cientista político também tiveram explicações alternativas para os dados da prisão. Outro relatório detalhou inúmeros indícios de corrupção e influência que o cartel tem dentro do governo mexicano.

## Alegações de conluio com o Governo Federal dos EUA
Em 2012, a Newsweek noticiou as alegações de um ex-membro anônimo do Sinaloa, que se tornou informante e ex-agentes da DEA, que alegavam que o consultor jurídico de Joaquín Guzmán, Humberto Loya-Castro, havia se tornado um informante-chave da DEA. Loya-Castro havia se tornado informante oficial da DEA em 2005, mas já fornecia informações vitais sobre cartéis rivais desde os anos 1990; tal informação foi fundamental para a derrubada do Cartel de Tijuana, o principal rival do cartel de Sinaloa, bem como a morte de Arturo Beltrán Leyva, que liderou um grupo dissidente do cartel de Sinaloa. Essas informações garantiram que Loya-Castro estivesse imune a processos, ao mesmo tempo em que mantinham a DEA concentrada nos rivais de Sinaloa e longe de sua liderança. Tais alegações foram confirmadas por documentos judiciais obtidos pelo El Universal durante sua investigação de colaboração com altos funcionários do cartel de Sinaloa. De acordo com os documentos do tribunal, a DEA fechou acordos com a liderança do cartel que garantiriam que eles seriam imunes à extradição e processo nos EUA e evitariam interromper as operações de drogas do cartel em troca de informações que poderiam ser usadas contra outros cartéis de drogas.
Declarações de um diplomata mexicano, que foram reveladas a partir de e-mails vazados do vazamento de Stratfor em 2012, pareciam implicar a crença entre as autoridades mexicanas de que as autoridades americanas estavam ajudando os esforços de contrabando de drogas do cartel de Sinaloa para os EUA e protegendo o cartel enquanto atacavam seus rivais em uma tentativa de diminuir a violência entre os cartéis de drogas mexicanos; isso foi apoiado por informações fornecidas por um agente estrangeiro mexicano, codinome MX1. A alegação de que oficiais dos EUA estavam controlando o tráfico de drogas através do México foi corroborada pelo ex-porta-voz do Estado de Chihuahua, Guillermo Terrazas Villanueva.
Em março de 2015, o programa de TV da BBC This World transmitiu um episódio intitulado "Secrets of Mexico's Drug War" que informou sobre a Operação Velozes e Furiosos da Agência de Álcool, Tabaco, Armas de Fogo e Explosivos (ATF), que permitiu que traficantes licenciados de armas de fogo vendessem armas a compradores ilegais agindo em nome de líderes de cartéis de drogas mexicanos, em particular o Cartel de Sinaloa. A BBC também noticiou as alegações de imunidade de Vicente Zambada Niebla sob um acordo entre os governos mexicano e americano e suas alegações de que os líderes do Cartel de Sinaloa forneceram aos agentes federais dos EUA informações sobre gangues de drogas mexicanas rivais. No mesmo documentário é mostrado que o Departamento de Justiça dos Estados Unidos invocou razões de segurança nacional para impedir que Humberto Loya Castro, advogado do Sindicato de Sinaloa, fosse citado como testemunha no julgamento contra Vicente Zambada Niebla.

## Lutando contra o Cartel de Tijuana
O Cartel de Sinaloa está travando uma guerra contra o Cartel de Tijuana (Organização Arellano-Félix) pela rota de contrabando de Tijuana para a cidade fronteiriça de San Diego, Califórnia. A rivalidade entre os dois cartéis remonta à formação de Miguel Ángel Félix Gallardo da Família de Palma. Félix Gallardo, após sua prisão, concedeu o Cartel de Guadalajara a seus sobrinhos do Cartel de Tijuana. Em 8 de novembro de 1992, Palma atacou o Cartel de Tijuana em uma discoteca em Puerto Vallarta, Jalisco, onde oito membros do Cartel de Tijuana foram mortos no tiroteio, os irmãos Arellano-Félix escapando com sucesso do local com a ajuda de David Barron Corona, um membro da Gangue de Logan Heights.
Em retaliação, o Cartel de Tijuana tentou armar para Guzmán no Aeroporto Internacional de Guadalajara em 24 de maio de 1993. No tiroteio que se seguiu, seis civis foram mortos pelos pistoleiros contratados de Logan Heights. Entre os mortos estava o cardeal católico romano Juan Jesús Posadas Ocampo. A hierarquia da igreja originalmente acreditava que Posadas era o alvo de vingança por sua forte posição contra o tráfico de drogas. No entanto, as autoridades mexicanas acreditam que Posadas acabou sendo pego no fogo cruzado. O cardeal chegou ao aeroporto em um carro branco Mercury Grand Marquis, conhecido por ser popular entre os barões da droga. Barron havia recebido informações de que Guzmán chegaria em um carro branco Mercury Grand Marquis. A evidência que contraria a teoria do erro é que Posadas não se parecia em nada com Guzmán, ele usava uma longa batina preta e uma grande cruz peitoral e foi baleado a apenas meio metro de distância.
A partir de 2014, acredita-se que o Cartel de Tijuana, ou pelo menos uma grande maioria dele, tenha sido absorvido ou forçado a se aliar à Federação de Sinaloa, em parte devido a um ex-membro do alto escalão de Tijuana chamado Teodoro García Simental, conhecido como El Teo ou Tres Letras aliado à Federação.

## Edgar Valdez Villarreal
Los Negros são conhecidos por empregar gangues como a Mara Salvatrucha para cometer assassinatos e outras atividades ilegais. O grupo está envolvido na luta na região de Novo Laredo pelo controle do corredor do narcotráfico. Após a prisão em 2003 do líder do Cartel do Golfo, Osiel Cárdenas Guillén, acredita-se que o Cartel de Sinaloa moveu 200 homens para a região para lutar contra o Cartel do Golfo pelo controle. A região de Novo Laredo é um importante corredor de tráfico de drogas para Laredo, Texas, onde até 40% de todas as exportações mexicanas passam para os EUA.
Após o assassinato do jornalista Roberto Javier Mora García, do jornal El Mañana, em 2004, grande parte da mídia local tem sido cautelosa ao relatar os combates. Os cartéis pressionaram os repórteres a enviar mensagens e travar uma guerra na mídia.
Em 30 de agosto de 2010, o Edgar Valdez Villarreal, conhecido como La Barbie ou El Comandante, foi capturado pela Polícia Federal mexicana. Ele extraditado para os Estados Unidos em setembro de 2015 para enfrentar acusações de tráfico de drogas e lavagem de dinheiro em Atlanta, no distrito norte da Geórgia. Ele se declarou culpado e foi condenado em 6 de janeiro de 2016 por conspiração para importar cocaína, conspiração para distribuir cocaína e conspiração para lavar dinheiro. Valdez Villarreal foi alojado em uma prisão federal de segurança máxima da Flórida em junho de 2018, depois de ser condenado a 49 anos e um mês, além de uma perda de 192 milhões de dólares.

## Na cultura popular
- A organização já virou tema de diversos documentários, como Cartel Land, Locked Up Abroad, The Shabu Trap, Clandestino e vários outros. O cartel também é frequentemente relatado e mencionado em artigos e documentários da Vice News.[199] Em dezembro de 2020, parte das operações ilícitas de fentanil do cartel foram cobertas por Mariana van Zeller, da National Geographic, em uma série que ela apresenta chamada Trafficked.[49]
- O líder mais conhecido do Cartel de Sinaloa, Joaquín El Chapo Guzmán, foi retratado em vários filmes e séries (como a série da Univision intitulada El Chapo),[200] livros (como Confessions of a Cartel Hit Man)[201] e música;[202] mais notoriamente em Narcocorridos[203][204][205][206][207] mas também em canções de rap e hip hop americanas.[202][208][209] Muitos tipos diferentes de mercadorias e roupas vendidas no México (especialmente em Sinaloa) vêm com o número ou logotipo "701", que vem de uma listagem da Forbes em 2009 que classificou El Chapo como a 701ª pessoa mais rica do mundo. Guzmán também era fã da narconovela conhecida como La Reina del Sur, estrelada pela atriz mexicana Kate del Castillo. A Sra. del Castillo foi abordada pela primeira vez pelos advogados de Guzmán em 2014,[210] depois de publicar uma carta aberta a Guzmán em 2012, na qual expressava sua solidariedade e pedia que ele "traficasse amor" em vez de drogas; Guzmán procurou del Castillo novamente após sua fuga da prisão em 2015,[211][212] e supostamente procurou cooperar com ela para fazer um filme sobre sua vida.[210][213]

O ator americano Sean Penn ouviu falar sobre a conexão com a atriz mexicana Kate del Castillo por meio de um conhecido em comum e perguntou se ele poderia acompanhá-lo para uma entrevista. Guzmán esteve por pouco no início de outubro de 2015, vários dias após o encontro com Penn e Kate del Castillo. Uma autoridade mexicana não identificada confirmou que a reunião ajudou as autoridades a localizar Guzmán, com interceptações de celulares e informações de autoridades americanas dirigindo fuzileiros navais mexicanos para um rancho perto de Tamazula, Durango, nas montanhas de Sierra Madre, no oeste do México. O ataque ao rancho foi recebido com tiros pesados e Guzmán conseguiu fugir. O procurador-geral do México declarou que "El Chapo fugiu por um barranco e, embora tenha sido encontrado por um helicóptero, estava com duas mulheres e uma menina e foi decidido não atirar". As duas mulheres foram posteriormente reveladas como chefs pessoais de Guzmán, que viajaram com ele para várias casas seguras. A certa altura, Guzmán teria carregado uma criança nos braços "ocultando-se como alvo".
- As origens do Cartel de Sinaloa, bem como de seus membros fundadores, também foram retratadas na série de drama criminal da Netflix, Narcos: México.
- A série Queen of the South (A Rainha do Sul), da Netflix, retrata eventos fictícios relacionados ao Cartel de Sinaloa e suas interconexões com o contrabando de drogas dos Estados Unidos.
- A canção de Bruce Springsteen, Sinaloa Cowboys, aparece em seu álbum de 1995, The Ghost of Tom Joad. Conta a história de dois irmãos mexicanos que se envolvem com o Cartel de Sinaloa.
- Na série Ozark, da Netflix, o Cartel de Sinaloa é retratado como o principal rival do cartel fictício de Navarro em uma guerra em andamento.
- O Cartel de Sinaloa é o principal antagonista do filme de 2018 The Mule (A Mula), estrelado por Clint Eastwood. Neste filme, o cartel é liderado por Latón (Andy Garcia) e posteriormente por Gustavo (Clifton Collins Jr.), o assassino de Latón.
- No romance de 2011 de Tom Clancy, Against All Enemies, o cartel é liderado por Ernesto "El Matador" Zuñiga, um traficante mexicano brutal e poderoso e rival de Jorge Rojas, o líder do Cartel de Juarez e o principal antagonista de Against All Enemies.
- Em Late Night with Seth Meyers (2022), John Oliver elogiou de brincadeira a qualidade da cocaína do Cartel de Sinaloa.[220]